# Alfeu (déu)

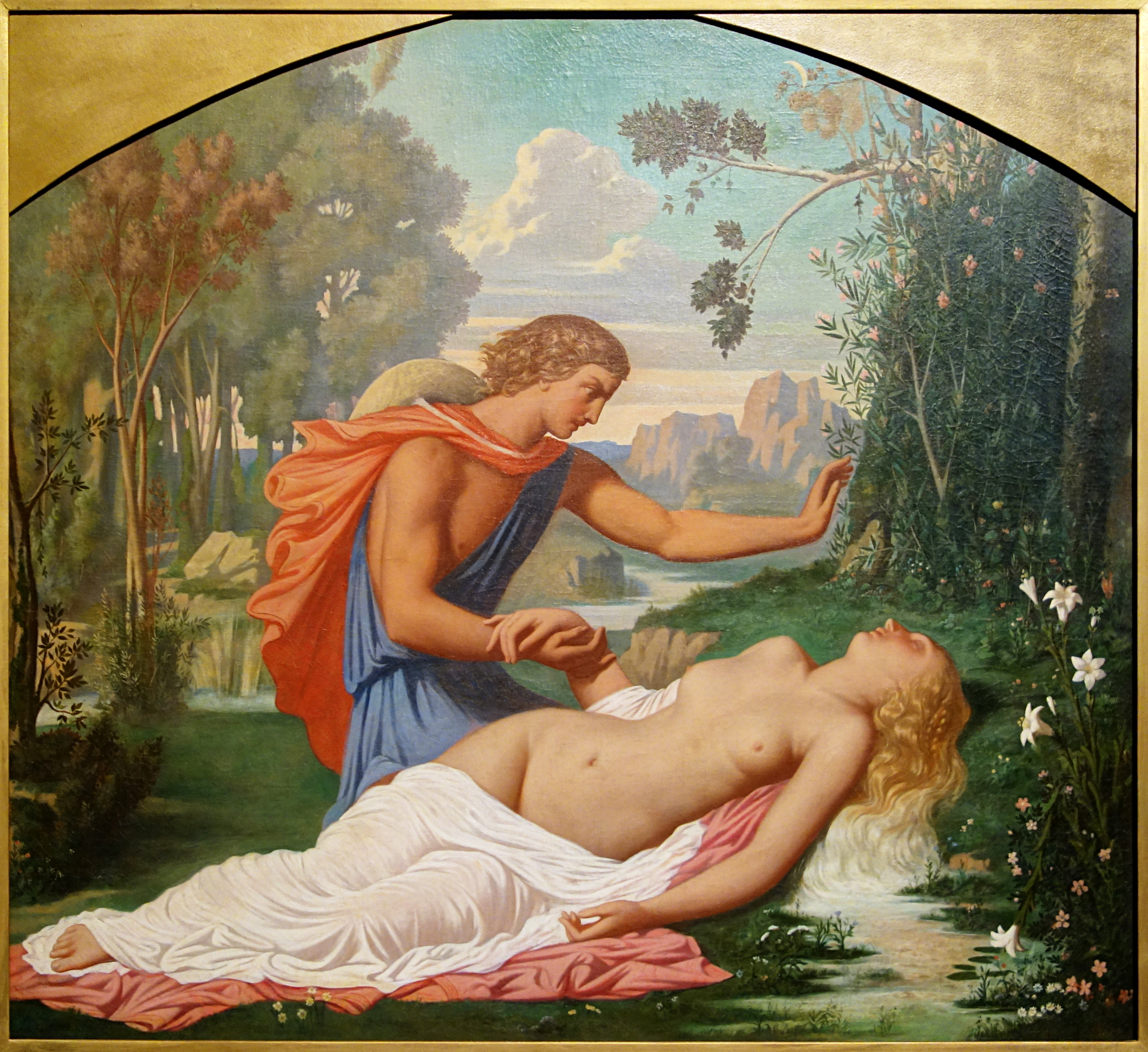
Aretusa i Alfeu, La Piscine, Roubaix.

Segons la mitologia grega, Alfeu (en grec antic Ἀλφειός, Alfeiós) va ser un déu fluvial, fill d'Ocèan i de Tetis.
El seu curs flueix entre l'Arcàdia i l'Èlida i passa prop d'Olímpia.
Segons Pausànias, s'enamorà de la nimfa Aretusa, a la qual perseguí fent-se caçador com ella, però Aretusa implorà l'ajut d'Àrtemis i la deessa la transportà a Sicília i la transformà en una font. Alfeu, però, no renuncià a unir-s'hi i l'anà a cercar filtrant-se sota terra. I, de fet, els antics creien que les aigües de l'Alfeu es comunicaven amb les de la font siciliana d'Aretusa. Una variant del mite, explica simplement que Alfeu era un caçador i Àrtemis l'hauria transformat en riu per sostreure la nimfa de la seua persecució.
Una altra història refereix que l'objecte del seu desig era la mateixa Àrtemis. La deessa es resistia al seu amor, de manera que va decidir apoderar-se d'ella per la força. Un dia que la deessa i les seves nimfes celebraven una festa a Letrinos, a la desembocadura del riu, va intentar atansar-se a elles, però Àrtemis es va empastifar la cara amb fang i Alfeu no la va reconèixer. Una variant explica que Alfeu va perseguir Àrtemis fins a l'illa d'Ortígia, que es troba al centre del port de Siracusa.